# Apanteles cerales
Apanteles cerales är en stekelart som beskrevs av Nixon 1965. Apanteles cerales ingår i släktet Apanteles och familjen bracksteklar. Inga underarter finns listade i Catalogue of Life.